# Кубический корень

График функции

Куби́ческий ко́рень из a, обозначающийся как {\displaystyle {\sqrt[{3}]{a}}} или как a1/3 — это число {\displaystyle x,} куб которого равен {\displaystyle a.} Другими словами, это решение уравнения {\displaystyle x^{3}=a} (обычно подразумеваются вещественные решения).

## Вещественный корень
Кубический корень — нечётная функция. В отличие от квадратного корня, кубический корень может быть извлечён и из отрицательных чисел (так, чтобы получился действительный результат):
{\displaystyle {\sqrt[{3}]{-x}}=-{\sqrt[{3}]{x}}}

## Комплексный корень
Кубический корень из ненулевого комплексного числа {\displaystyle c} имеет ровно три значения (частный случай свойства корня n-ой степени):
{\displaystyle {\sqrt[{3}]{c}}={\sqrt[{3}]{\left|c\right|}}\left(\cos {\frac {\varphi +2k\pi }{3}}+i\sin {\frac {\varphi +2k\pi }{3}}\right),\quad k=0,1,2,\dots \quad \varphi =\arg {c}.}
Здесь под {\displaystyle {\sqrt[{3}]{\left|c\right|}}} понимается арифметический корень из положительного числа {\displaystyle \left|c\right|.}
В частности
{\displaystyle {\sqrt[{3}]{1}}={\begin{cases}1\\\cos {\frac {2\pi }{3}}+i\sin {\frac {2\pi }{3}}=-{\frac {1}{2}}+i{\frac {\sqrt {3}}{2}}\\\cos {\frac {2\pi }{3}}-i\sin {\frac {2\pi }{3}}=-{\frac {1}{2}}-i{\frac {\sqrt {3}}{2}}\end{cases}}}
{\displaystyle {\sqrt[{3}]{-1}}={\begin{cases}-1\\\cos {\frac {\pi }{3}}+i\sin {\frac {\pi }{3}}={\frac {1}{2}}+i{\frac {\sqrt {3}}{2}}\\\cos {\frac {\pi }{3}}-i\sin {\frac {\pi }{3}}={\frac {1}{2}}-i{\frac {\sqrt {3}}{2}}\end{cases}}}
Два комплексных значения кубического корня получаются из вещественных по формуле:
{\displaystyle {\sqrt[{3}]{x}}_{2,3}={\sqrt[{3}]{x}}\left(-{\frac {1}{2}}\pm i{\frac {\sqrt {3}}{2}}\right).}
Эти значения необходимо знать для решения кубических уравнений по формуле Кардано.

### Показательная форма
Главное значение корня из комплексного числа {\displaystyle x} можно определить так:
{\displaystyle x^{1/3}=\exp({\tfrac {1}{3}}\ln {x})}
Где ln — главное значение натурального логарифма.
Если представить {\displaystyle x} как
{\displaystyle x=r\exp(i\theta )}
то формула кубического такова:
{\displaystyle {\sqrt[{3}]{x}}={\sqrt[{3}]{r}}\exp({\tfrac {1}{3}}i\theta ).}
Это геометрически означает, что в полярных координатах мы берем кубический корень с модулем {\displaystyle {\sqrt[{3}]{r}}} и делим полярный угол исходного аргумента на три. Значит, если {\displaystyle x} комплексное, то {\displaystyle {\sqrt[{3}]{-8}}} будет обозначать не {\displaystyle -2}, а будет {\displaystyle 1+i{\sqrt {3}}.}

## Интересные факты
Кубический корень не может быть извлечён с помощью циркуля и линейки. Именно поэтому неразрешимы сводимые к извлечению кубического корня классические задачи: удвоение куба, трисекция угла, а также построение правильного семиугольника.
При постоянной плотности вещества размеры двух подобных тел относятся друг к другу как кубические корни их масс. Так, если один арбуз весит вдвое больше, чем другой, то его диаметр (а также окружность) будет всего лишь чуть больше, чем на четверть (на 26 %) больше, чем у первого; и на глаз будет казаться, что разница в весе не столь существенна. Поэтому при отсутствии весов (продажа на глазок) обычно более выгодно покупать бо́льший плод.

## Способы вычисления

### Столбиком
Перед началом необходимо разделить число на тройки (целую часть — справа налево, дробную — слева направо).
Когда Вы достигли десятичной запятой, в конце результата необходимо поставить десятичную запятую.
Алгоритм таков:
1. Найдите число, куб которого меньше первой группы цифр, но при её увеличении на 1 она становится больше. Выпишите найденное число справа от данного числа. Под ним запишите число 3.
2. Запишите куб найденного числа под первой группой цифр и произведите вычитание. Результат после вычитания запишите под вычитаемым. Далее снесите следующую группу цифр.
3. Далее найденный промежуточный ответ заменим буквой {\displaystyle a}. Вычислите по формуле {\displaystyle 300\times a^{2}\times x+30\times a\times x^{2}+x^{3}} такое число {\displaystyle x}, что его результат меньше нижнего числа, но при увеличении на 1 становится больше. Запишите найденное {\displaystyle x} справа от ответа. Если достигнута необходимая точность, прекратите вычисления.
4. Запишите под нижним числом результат вычисления по формуле {\displaystyle 300\times a^{2}\times x+30\times a\times x^{2}+x^{3}} и произведите вычитание. Перейдите к пункту 3.